# Blanche Coureuil
Blanche Coureuil de son nom de naissance Blanche Dupend puis d'épouse Gourdin lors de son premier mariage, née le 10 mars 1913 à Saint-Denis et morte en 15 novembre 2006 à Sevran, est une dactylographe, une secrétaire comptable, une militante puis élue communiste de Bobigny. En raison de sa participation à la résistance intérieure, elle est déportée à Ravensbrück.

## Biographie

### Formation
Blanche Dupend grandit à Pierrefitte dans la Seine. Ses deux parents sont des sympathisants communistes. Son père, ajusteur à la Compagnie des chemins de fer du Nord, quitte sa femme alors que Blanche est enfant.   
Elle étudie à l'école élémentaire Félix Faure de Saint-Denis. Puis elle est élève d'une école primaire supérieure, grâce à quoi elle obtient son brevet élémentaire.  

### Engagement au Parti communiste français
Entre 1929 et 1932, Blanche Dupend est dactylographe à la Société de force et lumière électriques à Saint-Denis. Après une période de chômage de 16 mois, elle retrouve pendant 6 mois un emploi à la mairie de Pierrefitte. Elle s'engage, en 1934, contre les ligues d'extrême droite et adhère, en même temps que sa mère, au PCF, en septembre 1934. Blanche épouse un militant communiste, Raymond Gourdin, ouvrier maçon résidant dans le 14e arrondissement de Paris. Le couple s'installe cour de la Ferme-Saint-Lazare dans le 11e arrondissement. Ils vivent séparés à partir de 1936 mais il semble qu'ils se soient remis en ménage pendant la Seconde Guerre mondiale. En 1935, Blanche Coureuil travaille pour la CGTU et les Jeunesses communistes. Après un passage à la Région Paris-Nord du PCF et à la mairie du Blanc-Mesnil, elle est embauchée au siège du PCF, rue La Fayette à Paris. Elle est notamment la dactylo de Paul Vaillant-Couturier et de Georges Politzer puis au comité central à partir de 1935. Sa connaissance de l'écriture des grandes figures du PCF se révèlera ensuite utile lorsqu'elle entre en résistance. Elle participe à l'éviction de Jacques Doriot, ancienne figure communiste devenue fasciste, de la mairie de Saint Denis, en 1937. À partir de novembre 1937, elle se rend en URSS, à Moscou, sur la demande de l'Internationale communiste, pour y poursuivre son travail de dactylo. La date de son retour en France n'est pas connue. 

### Seconde Guerre mondiale
Lorsque le PCF est interdit, en août 1939, Blanche Coureuil se trouve en congé maternité. Avec son époux, elle travaille alors dans la clandestinité pour le parti. Afin d'échapper à l'arrestation, le couple se cache à Stains et Villetaneuse. Le parti lui recommande de prendre, avec son mari, une place de concierge dans le 15e arrondissement de Paris, rue de l’Amiral-Roussin. À partir d'octobre 1939, elle est chargée de la frappe de L'Humanité qui continue de paraître dans la clandestinité. Le couple devient responsable de la dactylographie des tracts clandestins du PCF de juin-juillet 1940 à début 1941. À la suite de perquisitions, la famille est arrêtée par les autorités françaises. Blanche Gourdin, qui est alors mère allaitante, est placée durant un mois sous surveillance. Sa mère, qui a œuvré au bon fonctionnement d'une planque où s'est caché Jacques Duclos, dans le Loiret, est arrêtée, puis libérée le 14 juillet 1942.   
Raymond Gourdin, son mari, est arrêté lors d'un vaste coup de filet qui touche le PCF parisien, l'affaire Cadras-Pican, et fusillé au Mont Valérien,. Blanche Gourdin, qui a repris ses activités dans la résistance communiste, est à son tour arrêtée en 1944. Par la suite, elle est incarcérée à la prison de la Roquette jusqu'en août 1944, puis au fort de Romainville. Elle est déportée au camp de Ravensbrück par le convoi parti de Paris le 11 août 1944. Elle survit à la déportation et est rapatriée en France via la Suède en juin 1945.  

### Après-guerre
En juillet 1945, Blanche Gourdin est embauchée à l'Union syndicale des travailleurs de la métallurgie de Seine-et-Marne puis au périodique de la CGT La Vie ouvrière. Elle se remarie en janvier 1948 avec un ancien prisonnier de guerre, Pierre Coureuil et trouve une place de concierge dans le 18e arrondissement de Paris. Le couple a un enfant.  
Ils s'installent ensuite dans un pavillon à Bobigny. Blanche Coureuil devient secrétaire comptable à la mairie du Blanc-Mesnil de 1956 à 1974. Elle est élue conseillère municipale de Bobigny en mars 1959, sur une liste du PCF et nommée cinquième adjointe. Réélue en 1965, elle démissionne, pour raisons familiales, en 1969.  
Blanche Coureuil s'implique ensuite dans la Fédération nationale des déportés et internés résistants et patriotes. Une association de résistants déportés proche du PCF.

## Distinctions honorifiques
- Chevalier de la Légion d'honneur[1] ;
- Homologation des faits de résistance et de déportation[5].